# Amanda Collin
Pour les articles homonymes, voir Collin.
Amanda Collin, née le 4 mars 1986, est une actrice danoise, connue pour ses rôles dans Les Enquêtes du département V : Délivrance (2016), Darkland (2017), mais surtout pour son rôle de l’androïde « Mère » dans la série Raised by Wolves (2020), diffusée sur HBO Max . En 2018, elle a remporté à la fois un Bodil dans la catégorie du meilleur rôle féminin et un Robert dans la catégorie du rôle principal féminin de l'année pour son rôle dans le film En frygtelig kvinde.

## Filmographie

### Films
- 2011 : Pretty Vacant : Mannequin
- 2012 : Alleged : Svetlana
- 2012 : Bag Glas : Anemone
- 2014 : For det fælles bedste : Johanne
- 2014 : Ækte vare : Line
- 2014 : Lukkede Øjne : Femme
- 2015 : Mod toppen af bjerget : Rebecca
- 2016 : Les Enquêtes du département V : Délivrance : Rakel
- 2016 : In the Dark Room : Olga
- 2017 : Darkland : Amanda
- 2017 : A Horrible Woman : Marie
- 2019 : Resin : Roald
- 2019 : The Exception : Malene
- 2023 : King's Land (Bastarden) de Nikolaj Arcel : Ann Barbara
- 2025 : L'Ultime Braquage : Maria

### Télévision
- 2013-2017 : Sjit Happens : Lærke / Amanda
- 2014–2015 : Banken: New Normal : Rikke
- 2015 : Klaes the Roommate : Caroline
- 2016 : Bedre skilt end aldrig : Charlotte
- 2016 : Ditte & Louise (da) : Employé de bureau
- 2017 : Flashback  : Fille avec ruban pour cheveux
- 2017 : Something's Rockin' : Regitze
- 2018 : Tæt på sandheden med Jonathan Spang : Marie
- 2018 : Theo og Den Magiske Talisman : Oracle
- 2020 : Raised by Wolves : Mère

- 2024 : House of the Dragon : Lady Jeyne Arryn

### Vidéos musicales
- 2016 : Lukas Graham: You're Not There (en) : Femme qui fait tomber les pommes de son sac en papier

## Récompenses et distinctions
- Bodil de la meilleure actrice 2018 pour En frygtelig kvinde
- Robert de la meilleure actrice 2018 pour En frygtelig kvinde